# La Estrella (kommun)
La Estrella är en kommun i Chile.   Den ligger i provinsen Provincia de Cardenal Caro och regionen Región de O'Higgins, i den södra delen av landet, 120 km sydväst om huvudstaden Santiago de Chile.
Trakten runt La Estrella består till största delen av jordbruksmark. Runt La Estrella är det glesbefolkat, med 9 invånare per kvadratkilometer.